# Acanthophyllum maimanense
Acanthophyllum maimanense är en nejlikväxtart som beskrevs av K.H. Rechinger och H. Schiman-czeika. Acanthophyllum maimanense ingår i släktet Acanthophyllum och familjen nejlikväxter. Inga underarter finns listade i Catalogue of Life.